# Michelangelo – Aufbruch eines Genies
Michelangelo – Aufbruch eines Genies (Alternativtitel: Michelangelo – Genie und Leidenschaft) ist ein 1991 produzierter US-amerikanisch-italienischer Historienfilm über Michelangelo. Im Mittelpunkt steht der Zeitraum von 1492 bis 1508 und damit die frühen Jahre im Leben des bekannten florentinischen Künstlers.

## Handlung
1492: Der junge Michelangelo Buonarroti lebt in Florenz am Hof von Lorenzo il Magnifico, eines Kunstmäzens, der den jungen Mann adoptiert hat. Michelangelo ist ein engagierter Künstler, der zusammen mit seinem Freund, dem Maler Francesco Granacci, von großen Projekten in der Zukunft träumt. Nach dem Tod von Lorenzo bricht in Florenz Anarchie aus. Provoziert vom Prediger Girolamo Savonarola, der gegen Unmoral wettert, gegen den Reichtum der de’ Medicis und den Verfall der Sitten innerhalb der Kirche, ziehen seine Schergen durch die Straßen, um Sünder ausfindig zu machen. Dabei werden auch die freizügigen Plastiken und Marmorbüsten Michelangelos als Sünden gewertet. Doch auch innerhalb der Familie seines Gönners erfährt Michelangelo Ablehnung und Neid. Vor allem dessen leiblicher Sohn Piero di Lorenzo de’ Medici fürchtet Michelangelo als Rivalen um das Erbe seines Vaters. Michelangelo muss Florenz verlassen. Von nun an führt er ein unstetes Leben. Sein Vater, Lodovico Buonarroti, der aus dem Sohn einen wohlhabenden Kaufmann machen möchte, verstößt ihn, da Michelangelo nun den Beruf des Bildhauers anstrebt.
Über den Geschäftsmann Giacopo Galli bekommt Michelangelo erstmals Kontakt in den Vatikan. Kardinal Raffaele Riario beauftragt den jungen Künstler, ein Kunstwerk für Papst Alexander VI. zu schaffen. Nach mühevoller Kleinarbeit hat Michelangelo die Römische Pietà modelliert. Doch er möchte mehr und vor allem nicht vom Vatikan für seine Zwecke eingespannt werden. Er geht zurück nach Florenz, wo er auf harte Konkurrenz trifft. Leonardo da Vinci malt an einem Gemälde, das er Mona Lisa nennt. Auch macht sich Leonardo als Freskenmaler einen Namen. Michelangelo hat jedoch anderes im Sinn, als zu malen. Er ist Bildhauer. Und so fertigt er aus einem riesigen Marmorfelsen aus einem nahen Steinbruch sein wohl bekanntestes Werk, den David, für den ihn sogar sein Konkurrent Leonardo bewundert.
Im Jahr 1503 wird Kardinal Giuliano della Rovere zu Papst Julius II. gewählt. Dieser hat daraufhin vor, sämtliche großen Künstler nach Rom zu holen, darunter auch Michelangelo. Der junge Buonarroti bekommt vom Papst den Auftrag, dessen Grabmal zu bauen. Doch in Rom wird Michelangelo Opfer von Intrigen gegen ihn. Donato Bramante, der päpstliche Architekt, möchte an Stelle von Michelangelo lieber seinen Neffen, den jungen Raffael, sehen. Michelangelos Gehilfe wird beinahe Opfer eines Mordanschlags, auch zahlt Bramante den Arbeitern Michelangelos wie auch dem jungen Baumeister keinen Lohn. Enttäuscht verlässt Michelangelo Rom. Nachdem Papst Julius II. durch einen Feldzug seine Macht in Rom gefestigt hat, lässt er Michelangelo erneut nach Rom kommen. Nun bekommt Michelangelo den wohl größten Auftrag seiner Karriere. Er soll die Decke der Sixtinischen Kapelle bemalen. Zunächst nur widerwillig, da er lieber Bildhauer denn Maler ist, erfüllt Michelangelo den Auftrag des Papstes.

## Hintergrundinformationen
Michelangelo – Aufbruch eines Genies zählt zum letzten großen Filmprojekt von Vincenzo Labella, der als Produzent von Jesus von Nazareth und Marco Polo weitere Filmprojekte bekannter Persönlichkeiten realisierte. Gedreht wurde der Film mit einem Budget von 8 Millionen US-Dollar in Italien.
Mitte der 1990er Jahre war kurzzeitig eine Fortsetzung geplant, in der die späten Lebensjahre von Michelangelo thematisiert werden sollten; allerdings wurde diese auf Grund des frühen Unfalltodes von Hauptdarsteller Mark Frankel nie realisiert.

## Sonstiges
Steven Berkoff, der Darsteller des Girolamo Savonarola, verkörpert in der Fernsehserie Die Borgias (2010/2011) erneut den florentinischen Prediger.

## Wichtige Synchronsprecher
- Michelangelo: Torsten Bauer
- Onoria: Monica Bielenstein
- Papst Julius II.: Joachim Kerzel
- Girolamo Savonarola: Rolf Schult
- Contessina de’ Medici: Dorette Hugo
- Francesco Granacci: Torsten Sense
- Leonardo da Vinci: Peter Matić
- Ludovico Buonarotti: Joachim Nottke
- Aldrovandi: Friedrich W. Bauschulte
- Lorenzo il Magnifico: Hermann Ebeling
- Piero Soderini: Jürgen Thormann
- Piero di Lorenzo de’ Medici: Bernd Rumpf
- Raffael: Udo Schenk
- Lorenzo Popolano: Reinhard Kuhnert
- Niccolo Machiavelli: Detlef Bierstedt
- Donato Bramante: Jochen Schröder
- Angelo Poliziano: Norbert Schwarz
- Baldassare: Wolfgang Völz
- Bruder Leo: Tim Moeseritz
- Romolino: Christoph Beyertt
- Tullio Lombardo: Karl Schulz